# Synthétiseur de fréquence
Pour les articles homonymes, voir synthétiseur (homonymie) et fréquence (homonymie).
Un synthétiseur de fréquence est un circuit électronique qui génère une gamme de fréquences à partir d'une seule fréquence de référence. Les synthétiseurs de fréquence sont utilisés dans de nombreux appareils modernes tels que les récepteurs radio, les téléviseurs, les téléphones mobiles, les radiotéléphones, les talkies-walkies, les radios CB, les boîtiers de conversion de télévision par câble (en), les récepteurs satellites et les systèmes GPS. Un synthétiseur de fréquence peut utiliser les techniques de multiplication de fréquence, division de fréquence (en), synthèse numérique directe (en), mélange de fréquence et boucle à verrouillage de phase pour générer ses fréquences. La stabilité et la précision du signal de sortie du synthétiseur de fréquence sont liées à la stabilité et à la précision de son signal d'entrée servant de fréquence de référence. Par conséquent, les synthétiseurs utilisent des fréquences de référence stables et précises, telles que celles fournies par un oscillateur à quartz.

## Types
On peut distinguer trois types de synthétiseurs. Le premier et le deuxième type sont couramment trouvés en tant qu'architecture autonome : synthèse analogique directe (également appelée architecture mélange-filtrage-division telle qu'on la trouve dans la HP 5100A des années 1960) et le synthétiseur numérique direct plus moderne (DDS) (table de correspondance). Le troisième type est couramment utilisé dans les circuits intégrés des systèmes de communication : synthétiseurs numériques indirects à (PLL), y compris les synthétiseurs à pas N entier et à pas fractionnaire. Le TAF-DPS, apparu récemment, est également une approche directe. Il construit directement la forme d'onde de chaque impulsion dans le train d'impulsions de l'horloge.

### Synthétiseur digiphase
Il est en quelque sorte similaire à un DDS, mais il présente des différences d'architecture. L'un de ses principaux avantages est de permettre une résolution beaucoup plus fine que les autres types de synthétiseurs avec une fréquence de référence donnée.

### Synthèse directe de période par moyenne de temporelle de fréquence (TAF-DPS)
Récemment, une technique appelée Time-Average-Frequency Direct Period Synthesis (TAF-DPS) est apparue comme un nouveau membre de la famille des synthétiseurs de fréquence. Elle se concentre sur la génération de fréquence pour le signal d'horloge pilotant le circuit intégré. Contrairement à toutes les autres techniques, elle utilise un nouveau concept de moyenne temporelle de fréquence (en anglais : Time-Average-Frequency ou TAF). Son objectif est de résoudre les deux problèmes persistants dans le domaine de la génération de signaux d'horloge sur puce : la génération de fréquences arbitraires et la commutation de fréquences instantanées.
À partir d'une unité de temps de base, le TAF-DPS crée d'abord deux types de cycles TA et TB. Ces deux types de cycles sont ensuite utilisés de manière entrelacée pour produire le train d'impulsions de l'horloge. Par conséquent, le TAF-DPS est capable de traiter les problèmes de génération de fréquence arbitraire et de commutation de fréquence instantanée de manière plus efficace. La première technologie de circuit à utiliser le concept TAF (bien qu'inconsciemment) est l'architecture de synthèse de fréquence à additionneur volant (Flying-Adder frequency synthesis architecture) ou la PLL à additionneur volant (Flying-Adder PLL), qui a été développée à la fin des années 1990. Depuis l'introduction du concept TAF en 2008, le développement d'une technologie de synthèse de fréquence fonctionnant sur TAF a officiellement démarré. Une description détaillée de cette technologie peut être trouvée dans ces livres, et ce court tutorial. Au fur et à mesure que le développement progresse, il devient progressivement clair que le TAF-DPS est un catalyseur au niveau du circuit pour l'innovation au niveau du système. Elle peut être utilisée dans de nombreux domaines autres que la génération de signaux d'horloge. Son impact est significatif puisque le signal d'horloge est un signal essentiel en électronique numérique, établissant un « flux du temps (en) métaphorique » à l'intérieur du monde électronique. Cette influence profonde se traduit par un changement directionnel de la loi de Moore de l'espace vers le temps.

## Historique
Avant l'utilisation généralisée des synthétiseurs, pour capter des stations sur différentes fréquences, les récepteurs de radio et de télévision s'appuyaient sur l'accord manuel d'un oscillateur local, qui utilisait un circuit résonant composé d'une inductance et d'un condensateur, ou parfois de lignes de transmission résonantes, pour déterminer la fréquence. Le récepteur était réglé sur différentes fréquences soit par un condensateur variable, soit par un commutateur qui choisissait le circuit accordé approprié pour la chaîne souhaitée, comme dans le cas du tuner à tourelle couramment utilisé dans les récepteurs de télévision avant les années 1980. Cependant, la fréquence de résonance d'un circuit accordé n'est pas très stable ; les variations de température et le vieillissement des composants entraînent une dérive de fréquence (en), ce qui fait que le récepteur s'écarte de la fréquence de la station. Le contrôle automatique de fréquence (AFC) (en) résout en partie le problème de la dérive, mais un réajustement manuel était souvent nécessaire. Comme les fréquences des émetteurs sont stabilisées, une source précise de fréquences fixes et stables dans le récepteur résoudrait le problème.
Les résonateurs à base de  quartz sont plusieurs ordres de grandeur plus stables que les circuits LC et, lorsqu'ils sont utilisés pour contrôler la fréquence de l'oscillateur local, ils offrent une stabilité adéquate pour maintenir un récepteur au diapason. Cependant, la fréquence de résonance d'un résonateur à quartz est déterminée par ses dimensions et ne peut pas être modifiée pour accorder le récepteur à différentes fréquences. Une solution consiste à utiliser plusieurs cristaux, un pour chaque fréquence souhaitée, et à commuter le bon cristal dans le circuit. Cette technique de "force brute" est pratique lorsque seule une poignée de fréquences est requise, mais elle devient rapidement coûteuse et peu pratique dans de nombreuses applications. Par exemple, la bande de radio FM dans de nombreux pays prend en charge 100 fréquences de canaux individuels allant d'environ 88 MHz à 108 MHz ; la capacité de syntoniser chaque canal nécessiterait 100 cristaux. La télévision par câble peut prendre en charge encore plus de fréquences ou de canaux sur une bande beaucoup plus large. Un grand nombre de cristaux augmente les coûts et nécessite plus d'espace.
La solution à ce problème a été le développement de circuits capables de générer plusieurs fréquences à partir d'une « fréquence de référence » unique produite par un oscillateur à cristal. C'est ce qu'on appelle un synthétiseur de fréquence. Les nouvelles fréquences "synthétisées" possèdent alors la stabilité de fréquence de l'oscillateur à quartz primaire, puisqu'elles en sont dérivées.
De nombreuses techniques ont été conçues au fil des ans pour synthétiser les fréquences. Parmi les approches, on peut citer les boucles à verrouillage de phase, le double mélange, le triple mélange, l'harmonique, le double mélange divisé et la synthèse numérique directe (en) (en anglais : Direct digital synthesis ou DDS). Le choix de l'approche dépend de plusieurs facteurs, tels que le coût, la complexité, la taille du pas de fréquence, le taux de commutation, le bruit de phase et les sorties parasites.
Les techniques cohérentes génèrent des fréquences dérivées d'un oscillateur maître unique et stable. Dans la plupart des applications, un oscillateur à quartz est courant, mais d'autres résonateurs et sources de fréquence peuvent être utilisés. Les techniques incohérentes génèrent des fréquences à partir d'un ensemble de plusieurs oscillateurs stables. La grande majorité des synthétiseurs utilisés dans les applications commerciales utilisent des techniques cohérentes en raison de leur simplicité et de leur faible coût.
Les synthétiseurs utilisés dans les récepteurs radio commerciaux sont en grande partie basés sur des circuits à boucle à verrouillage de phase. De nombreux types de synthétiseurs de fréquence sont disponibles sous forme de circuits intégrés, ce qui permet de réduire leur coût et leur taille. Les récepteurs haut de gamme et les équipements de test électronique utilisent des techniques plus sophistiquées, souvent en combinaison.

## Analyse et conception du système
Une « démarche de conception » bien pensée est considérée comme la première étape importante d'un projet de synthétiseur réussi. Dans la conception de système (en) d'un synthétiseur de fréquence, déclare Manassewitsch, il y a autant de "meilleures" procédures de conception qu'il y a de concepteurs de synthétiseurs expérimentés. L'analyse de système (en) d'un synthétiseur de fréquence implique le choix de la fréquence  de référence, la gamme de fréquence de sortie (ou largeur de bande de fréquence ou gamme d'accord), les pas de fréquence (ou résolution ou accord de fréquence), la stabilité de fréquence (ou stabilité de phase, à comparer avec les parasites en sortie ou spurious), la performance en matière de bruit de phase (par exemple, la pureté spectrale), le temps de commutation (en) (à comparer avec le temps d'établissement (en) et le temps de montée (en)), l'encombrement du circuit, la consommation d'énergie et le coût,. James A. Crawford affirme qu'il s'agit d'exigences mutuellement contradictoires.
Les premiers livres influents sur les techniques de synthèse de fréquence comprennent ceux de Floyd M. Gardner (son ouvrage Phaselock techniques publié en 1966) et de Venceslav F. Kroupa (Frequency Synthesis, 1999).
Des techniques mathématiques analogues aux relations mécaniques de rapport d'engrenage peuvent être employées dans la synthèse de fréquence lorsque le facteur de synthèse de fréquence est un rapport de nombres entiers. Cette méthode permet une planification efficace de la distribution et de la suppression des pics spectraux.
Les synthétiseurs à fréquence variable, y compris ceux basés sur la DDS, sont couramment conçus en utilisant l'arithmétique Modulo-N pour représenter la phase.

## Principe des synthétiseurs PLL

Schéma fonctionnel d'un modèle courant de synthétiseur à PLL.

Une boucle à verrouillage de phase est un système de contrôle à rétroaction. Elle compare les phases de deux signaux d'entrée et produit un signal d'erreur proportionnel à la différence entre leurs phases. Le signal d'erreur est ensuite filtré par un filtre passe-bas et utilisé pour piloter un oscillateur commandé en tension (VCO) qui crée une fréquence de sortie. La fréquence de sortie est renvoyée à l'entrée du système par l'intermédiaire d'un diviseur de fréquence, ce qui produit une boucle de rétroaction négative. Si la fréquence de sortie dérive, le signal d'erreur de phase augmentera, entraînant la fréquence dans la direction opposée afin de réduire l'erreur. La sortie est ainsi "verrouillée" sur la fréquence de l'autre entrée. Cette autre entrée est appelée "référence" et provient généralement d'un oscillateur à quartz, dont la fréquence est très stable. Le schéma fonctionnel ci-dessous montre les éléments de base et la disposition d'un synthétiseur de fréquence basé sur une boucle à verrouillage de phase.
La clé de la capacité d'un synthétiseur de fréquence à générer des fréquences multiples est le diviseur placé entre la sortie et l'entrée de rétroaction. Il s'agit généralement d'un compteur numérique, dont le signal de sortie sert de signal d'horloge. Le compteur est préréglé sur une valeur de comptage initiale et compte à rebours à chaque cycle du signal d'horloge. Lorsqu'il atteint zéro, la sortie du compteur change d'état et la valeur de comptage est rechargée. Ce circuit est facile à mettre en œuvre à l'aide de bascules de type flip-flop, et parce qu'il s'agit d'une information numérique par nature, il est très facile à interfacer avec d'autres composants numériques ou un microprocesseur. Cela permet à la fréquence émise par le synthétiseur d'être facilement contrôlée par un système numérique.

### Exemple
Supposons que le signal de référence soit de 100 kHz, et que le diviseur puisse être préréglé à n'importe quelle valeur entre 1 et 100. Le signal d'erreur produit par le comparateur ne sera nul que si la sortie du diviseur est également de 100 kHz. Pour que ce soit le cas, le VCO doit fonctionner à une fréquence égale à 100 kHz x la valeur de comptage du diviseur. Il produira donc une sortie de 100 kHz pour un comptage égal à 1, 200 kHz pour un comptage à 2, 1 MHz pour un comptage à 10 et ainsi de suite. Il convient de noter que seuls des multiples entiers de la fréquence de référence peuvent être obtenus avec les diviseurs N entiers les plus simples. Pour des valeurs N non entières, des diviseurs à pas fractionnaire permettent d'effectuer cette opération avec plus ou moins d'effets secondaires à appréhender (génération de raies parasites...).

## Considérations pratiques

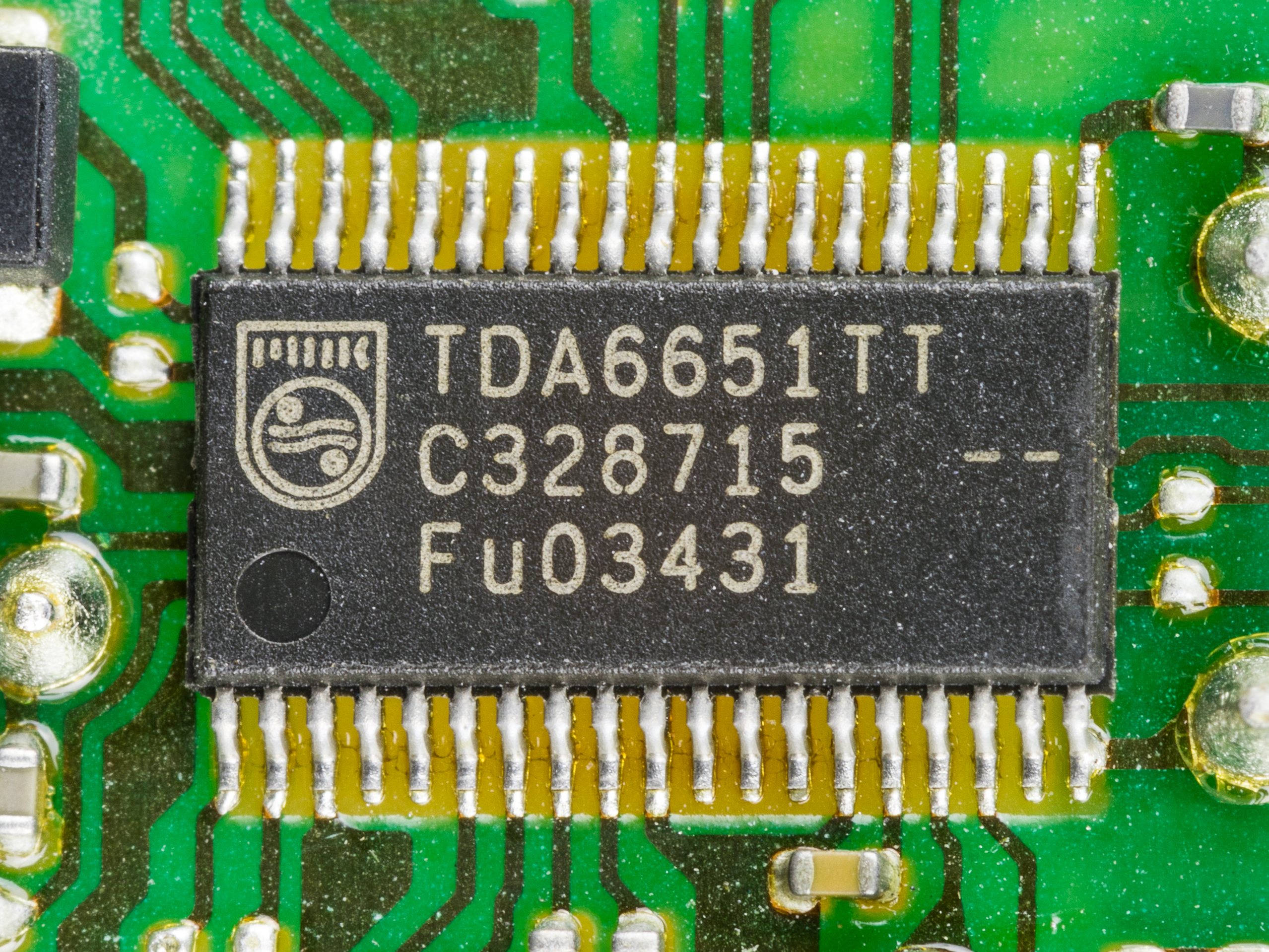
Circuit Philips TDA6651TT - Mélangeur/oscillateur 5 V et synthétiseur PLL à faible bruit pour syntoniseur terrestre hybride.

Dans la pratique, ce type de synthétiseur de fréquence ne peut pas fonctionner sur une très large gamme de fréquences, car le comparateur aura une bande passante limitée et peut souffrir de problèmes de repliement de spectre. Il en résulterait de fausses situations de verrouillage, voire une incapacité à verrouiller. En outre, il est difficile de fabriquer un VCO haute fréquence qui fonctionne sur une très large plage. Cela est dû à plusieurs facteurs, mais la principale restriction est la plage de capacité limitée des diodes varactor. Cependant, dans la plupart des systèmes où un synthétiseur est utilisé, nous ne recherchons pas une gamme énorme, mais plutôt un nombre fini sur une gamme définie, comme un nombre de canaux radio dans une bande spécifique.
De nombreuses applications radio nécessitent des fréquences plus élevées que celles qui peuvent être directement introduites dans le compteur numérique. Pour y remédier, l'ensemble du compteur peut être construit à l'aide d'une logique à grande vitesse telle que ECL ou, plus couramment, à l'aide d'un étage de division initial rapide appelé pré-diviseur (prescaler), qui réduit la fréquence à un niveau gérable. Étant donné que le pré-diviseur fait partie du rapport de division global, un pré-diviseur fixe peut poser des problèmes lors de la conception d'un système avec des intervalles de canaux étroits, ce qui est typiquement le cas dans les applications radio. Ce problème peut être résolu en utilisant un pré-diviseur à double module (en).
D'autres aspects pratiques concernent le temps nécessaire au système pour passer d'un canal à l'autre, le temps de verrouillage lors de la première mise en marche et la quantité de bruit de phase dans la sortie. Tous ces aspects dépendent des caractéristiques du "filtre de boucle" du système, qui est un filtre passe-bas placé entre la sortie du comparateur de fréquence et l'entrée du VCO. Habituellement, la sortie d'un comparateur de fréquence se présente sous la forme de courtes impulsions d'erreur, mais l'entrée du VCO doit être une tension continue lisse et exempte de bruit. (Tout bruit sur ce signal provoque naturellement une modulation de fréquence du VCO). Un filtrage important ralentira la réponse du VCO aux changements, provoquant une dérive et un temps de réponse lent, mais un filtrage léger produira du bruit et d'autres problèmes avec les harmoniques. La conception du filtre est donc essentielle pour les performances du système et constitue en fait le principal domaine sur lequel un concepteur se concentrera lors de la construction d'un système de synthétiseur.
Le bruit de phase en sortie est une combinaison du bruit de phase de la référence augmenté du rang de division N dans la bande passante effective de la PLL et du bruit de phase naturel du VCO hors bande.

## Utilisation comme modulateur de fréquence
De nombreux synthétiseurs de fréquence à PLL peuvent également générer une modulation de fréquence (FM). Le signal de modulation est ajouté à la sortie du filtre de boucle, ce qui fait varier directement la fréquence du VCO et la sortie du synthétiseur. La modulation apparaîtra également à la sortie du comparateur de phase, réduite en amplitude par toute division de fréquence. Toutes les composantes spectrales du signal modulant trop basses pour être bloquées par le filtre de boucle se retrouvent à l'entrée du VCO avec une polarité opposée à celle du signal modulant, ce qui les annule. (Les composantes de modulation supérieures à la fréquence de coupure du filtre de boucle ne peuvent pas revenir à l'entrée du VCO et restent donc dans la sortie du VCO.) Ce schéma simple ne peut donc pas traiter directement les signaux de modulation à basse fréquence (ou à courant continu), mais ce n'est pas un problème dans les nombreux émetteurs FM audio et vidéo à couplage CA qui utilisent cette méthode. Ces signaux peuvent également être placés sur une sous-porteuse au-dessus de la fréquence de coupure du filtre à boucle PLL.
Les synthétiseurs de fréquence à PLL peuvent également être modulés à basse fréquence et jusqu'au courant continu en utilisant la modulation à deux points pour surmonter la limitation ci-dessus. La modulation est appliquée au VCO comme précédemment, mais elle est maintenant également appliquée numériquement au synthétiseur en sympathie avec le signal FM analogique à l'aide d'un convertisseur analogique-numérique delta sigma rapide.

### Pour approfondir
- (en) Ulrich L. Rohde, Digital PLL Frequency Synthesizers – Theory and Design, Englewood Cliffs, NJ, Prentice-Hall, Inc., janvier 1983.
- (en) Ulrich L. Rohde, Microwave and Wireless Synthesizers: Theory and Design, John Wiley & Sons, août 1997 (ISBN 0-471-52019-5).